# 小行星941
小行星941（941 Murray）是一颗围绕太阳公转的小行星。
該小行星以英國古典學家吉爾伯特·莫瑞命名。

## 参数
这颗小行星的绝对星等为11.55个天文单位。